# Um eine Million (film 1917)
Um eine Million è un film muto del 1917 scritto e diretto da Harry Piel.

## Produzione
Il film fu prodotto dalla Naturfilm Friedrich Müller GmbH.

## Distribuzione
Il film fu presentato al Tauentzienpalast di Berlino il 2 novembre 1917.
A Berlino, il 28 ottobre 1920, la censura ne vietò la visione ai minori con il visto No. 607.